# Keynsham
Keynsham är en stad och civil parish i grevskapet Somerset i England. Staden ligger i kommunen Bath and North East Somerset, cirka 8 kilometer sydost om centrala Bristol och cirka 10 kilometer nordväst om Bath. Tätorten (built-up area) hade 15 641 invånare vid folkräkningen år 2011. Keynsham nämndes i Domedagsboken (Domesday Book) år 1086, och kallades då Cainesham/Cainessam.